# Bathytroctes elegans
Bathytroctes elegans är en fiskart som beskrevs av Sazonov och Ivanov, 1979. Bathytroctes elegans ingår i släktet Bathytroctes och familjen Alepocephalidae. Inga underarter finns listade.